# Alexis Kagame
Alexis Kagame, född 15 maj 1912, död 2 december 1981, var en rwandisk filosof, lingvist, historiker, poet och katolsk präst.
Kagames främsta intellektuella bidrag var inom "etnohistoria" och "etnofilosofi". Som professor i teologi forskade han om Rwandas muntliga historia och traditioner. Han var aktiv inom politiken och sågs av vissa europeiska kännare som den intellektuella ledaren för tutsiernas kultur och rättigheter under kolonialstyret på 1940-talet.